# اسکلفورد
اسکلفورد (به انگلیسی: Scalford) یک روستا و محله مدنی در بریتانیا است که در Melton واقع شده‌است.